# Hotel Červenohorské Sedlo
Hotel Červenohorské Sedlo (poprzednio OREA spol. s.r.o. Hotel Červenohorské Sedlo) – całoroczny hotel górski w paśmie górskim Wysokiego Jesionika (cz. Hrubý Jeseník), w północno-wschodnich Czechach, w Sudetach Wschodnich, w obrębie gminy Loučná nad Desnou. Położony na przełęczy Červenohorské sedlo, na wysokości 1013 m n.p.m., oddalony o około 2,5 km na południowy wschód od szczytu góry Červená hora, blisko drogi krajowej nr 44 Jesionik (cz. Jeseník) – Šumperk.

## Historia hotelu
Historia hotelu wiąże się z jego usytuowaniem, bo położony jest on na istniejącej od dawna, naturalnej trasie handlowej, łączącej Śląsk i Morawy. W XIX wieku naturalnym przejściem na przełęczy zainteresowali się pierwsi turyści, którzy coraz liczniej przybywali na to miejsce. Zaistniała wówczas potrzeba ich ulokowania. W 1876 roku powstał pierwszy zajazd (istniejący po przebudowach i modernizacji do dzisiaj (obiekt B)), który w 1903 roku został zakupiony przez powstałe w 1881 roku, w miejscowości Jesionik towarzystwo turystyczne o nazwie Morawsko-Śląskie Sudeckie Towarzystwo Górskie (niem. Mährisch-Schlesischer Sudetengebirgsverein (MSSGV)), w celu stworzenia ośrodka dla turystyki pieszej i narciarskiej.
Wraz z rozwojem turystyki i komunikacji samochodowej podjęto decyzję o rozbudowie bazy turystycznej na przynajmniej 150 miejsc. W latach 1908–1910 zajazd przebudowano. Powstały wówczas problemy własnościowe terenów na przełęczy, które były historycznie własnością archidiecezji wrocławskiej. W momencie wybuchu I wojny światowej nowy biskup wrocławski Adolf Bertram, który zastąpił zmarłego w marcu 1914 roku kard. Georga Koppa, podpisał 17 listopada 1917 roku z MSSGV umowę, aby po zakończeniu wojny nie mogło dojść do ewentualnych zmian własnościowych. Zapisanie kolejnej tamtejszej parceli na Maxa Schreibera, właściciela huty szkła w Rapotínie, pozwoliło na wybudowanie na przełęczy jeszcze jednego schroniska, które powstało w 1917 roku (obiekt A) pod nazwą Max Schreiber Schutzhaus. W swojej ostatniej woli, Schreiber zastrzegł jednak, aby w nowym schronisku część pomieszczeń przeznaczona była dla strażaków. Obie budowle po pewnym czasie połączono (obiekt A+B), a w 1929 roku zmodernizowano. Budynki należały wówczas do niemieckiej właścicielki Marie Mattner.
Podczas II wojny światowej wszystkie służyły niemieckiej armii, później do 1980 roku były w nich domy wypoczynkowe związków zawodowych. Aż wreszcie ich stan techniczny oraz liczne przebudowy i naprawy spowodowały podjęcie decyzji o przebudowie jednego (obiekt B) do 60 miejsc noclegowych i wyburzeniu drugiego (obiekt A) oraz budowie na jego miejscu, nowego zasadniczego budynku przyszłego hotelu wraz z nowym budynkiem (obiekt C), dla zakwaterowania pracowników obsługi.
Podstawowy, czteropiętrowy, największy budynek kompleksu (obiekt A), w konstrukcji żelbetowej, szkieletowo-monolitycznej, został zaprojektowany przez inż. arch. Koska z brneńskiego Keramoprojektu jako hotel na 120 miejsc, którego budowę rozpoczęto w 1985, a który oddano do użytku w marcu 1993 roku pod nazwą OREA spol. s.r.o. Hotel (**) Červenohorské Sedlo. Po zmianie nazwy obecnie działa on jako: hotel górski „Hotel Červenohorské Sedlo” na łącznie 180 miejsc noclegowych. W 2000 roku przeprowadzono jego ostatnią modernizację.

## Charakterystyka

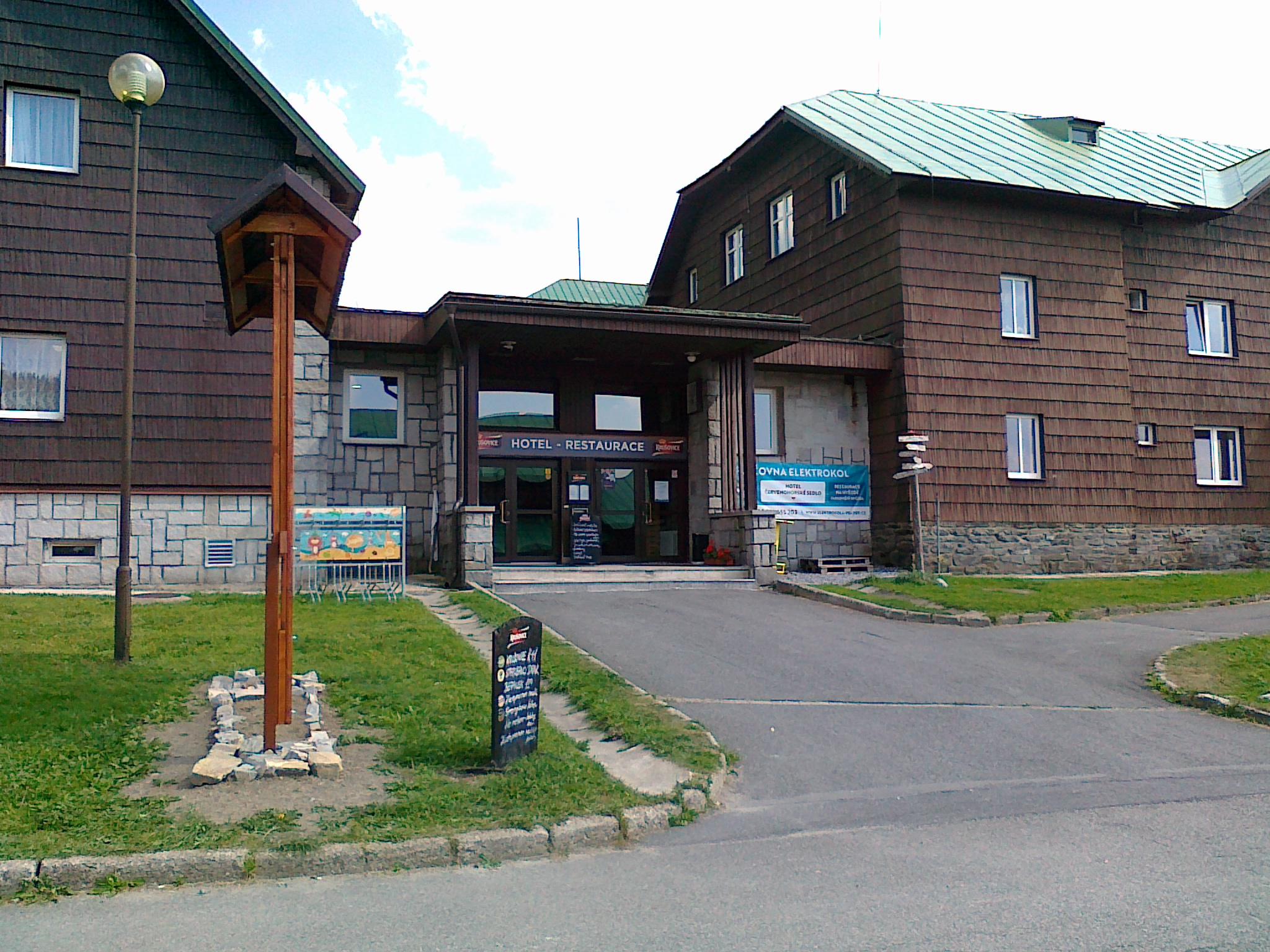
Widok na wejście główne do Hotelu Červenohorské Sedlo (2018 rok)

Hotel Červenohorské Sedlo to najnowocześniejszy hotel górski (***), położony na jednej z wyższych drogowych (szosowych) przełęczy Wysokiego Jesionika. Jest największym obiektem tego typu na przełęczy o powierzchni około 15 000 m², o ciekawym, charakterystycznym, zielonym zadaszeniu, złożonym z trzech obiektów: zasadniczego, najwyższego budynku (A), najstarszego (B) i pomocniczego (C), wzajemnie ze sobą połączonych oraz obiektów technicznych (magazyny, garaże i centrum serwisowe).
Największy budynek (obiekt A) ma 120 miejsc noclegowych, głównie w pokojach dwuosobowych z pełnym węzłem sanitarnym (WC i prysznic). Dla bardziej wymagających turystów znajdują się tutaj 4 apartamenty: składające się z sypialni, salonu, łazienki i oddzielnego WC. Pokoje znajdują się na czterech piętrach, połączonych windą. Na parterze jest nowoczesna restauracja (czynna 7:30–22:00), o pojemności 180 miejsc z przylegającym parkietem tanecznym i sceną do ewentualnych projekcji multimedialnych. W razie potrzeby można ją dostosować na salę kinową. Na parterze jest również pokój zabaw dla dzieci. Zaletą hotelu jest basen z podgrzewaną wodą. W piwnicy znajduje się siłownia, trzy stoły do tenisa oraz sauna i gabinet masażu. Ponadto bar z winiarnią na 35 miejsc. Przed hotelem znajduje się duży parking dla gości oraz trzy boiska do siatkówki lub tenisa ziemnego. W hotelu istnieje możliwość wypożyczenia (za dodatkową opłatą) sprzętu sportowego i turystycznego. Hotel może obsłużyć pobyty zbiorowe firm, przygotować miejsca na konferencje, zjazdy oraz pobyty świąteczne i sylwestrowe.
Po przebudowie budynek (obiekt B) ma 60 miejsc noclegowych w pokojach z łazienkami, przystosowanych do pobytu w nich m.in. rodzin z dziećmi. Budynek (obiekt C), którego budowę zakończono w 1985 roku, służy głównie pracownikom hotelu. Hotel ma zainstalowany kocioł gazowy obsługujący w ogrzewanie cały kompleks. Wszystkie obiekty są podłączone do własnej oczyszczalni ścieków i mają własny zbiornik wody pitnej. Cały kompleks jest monitorowany przez służbę ochrony hotelu. Zakwaterowanie od godziny 15:00, wymeldowanie do godziny 10:00 w dniu opuszczenia hotelu. Hotel akceptuje pobyt turystów ze zwierzętami domowymi (psy i koty) oraz posiadane karty płatnicze. W hotelu obowiązuje zakaz palenia tytoniu, z wyjątkiem wyznaczonych specjalnych miejsc (palarni). Hotel znajduje się na wydzielonym obszarze objętym ochroną o nazwie Obszar Chronionego Krajobrazu Jesioniki (cz. Chráněná krajinná oblast (CHKO) Jeseníky), jest zatem punktem wypadowym dla miłośników przyrody i górskiej turystyki pieszej.

## Wyposażenie hotelu
- 180 miejsc noclegowych w 90 pokojach z łazienkami: 2-, 3-, 4-, 5-, 6-osobowych (pokoje o powierzchni 14–30 m²)[4][7][8]
- kryty basen (12 × 6) m, o głębokości 1,7 m z temperaturą wody 28 °C[5]
- centrum wellness (sauna: parowa, ziołowa, fińska), jacuzzi, masaż[6]
- pokój gier (futbol stołowy, rzutki, bilard), tenis stołowy[9]
- centrum fitness (siłownia)
- restauracja, bar, pizzeria
- kiosk[9]
- wypożyczalnia rowerów i nart
- szkółka narciarska
- internet

## Turystyka
Zainteresowani pobytem w hotelu powinni się kierować od granicy polsko-czeskiej drogą nr 44 w kierunku na Šumperk:
- Głuchołazy – Jesionik – Červenohorské sedlo

Blisko hotelu znajduje się przystanek autobusowy z połączeniem do Jesionika, Šumperka i Brna.

### Szlaki turystyczne
Ze skrzyżowania turystycznego Červenohorské sedlo (bus), z podaną na tablicy informacyjnej wysokością 1013 m, znajdującego się blisko hotelu Klub Czeskich Turystów (cz. Klub Českých Turistů) wytyczył następujące szlaki turystyczne na trasach:
 Červenohorské sedlo (bus) – góra Červená hora – źródło Vřesová studánka – przełęcz Sedlo pod Vřesovkou – Keprník–JV – Trojmezí – szczyt Keprník – przełęcz Sedlo pod Keprníkem – góra Šerák – Mračná hora – góra Černava – Ramzová
 Červenohorské sedlo (bus) – góra Velký Klínovec – przełęcz Hřebenová – szczyt Výrovka – przełęcz Sedlo pod Malým Jezerníkem – szczyt Malý Jezerník – góra Velký Jezerník – przełęcz Sedlo Velký Jezerník – schronisko Švýcárna – góra Pradziad – przełęcz U Barborky – góra Petrovy kameny – Ovčárna – przełęcz Sedlo u Petrových kamenů – góra Vysoká hole – szczyt Vysoká hole–JZ – szczyt Kamzičník – góra Velký Máj – przełęcz Sedlo nad Malým kotlem – góra Jelení hřbet – Jelení studánka – przełęcz Sedlo pod Jelení studánkou – góra Jelenka – góra Ostružná – Rýmařov
 Červenohorské sedlo (bus) – góra Velký Klínovec – góra Výrovka – Kamzík
 Červenohorské sedlo (bus) – góra Velký Klín – Jeřáb – źródło Mariin pramen – Filipovice
 Červenohorské sedlo (bus) – Kouty nad Desnou – dolina potoku Hučivá Desná – przełęcz Sedlo pod Vřesovkou – Kamenne okno – góra Červená hora – Bílý sloup

### Ścieżki dydaktyczne
Wzdłuż czerwonego szlaku turystycznego  utworzono ścieżkę dydaktyczną o nazwie (cz. NS S Koprníčkem na výlet Keprnickými horami) na trasie:
 Červenohorské sedlo – Ramzová (z 13 stanowiskami obserwacyjnymi)

### Szlaki rowerowe
Blisko hotelu wyznaczono również dwa szlaki rowerowe na trasach:
 Červenohorské sedlo – góra Velký Klínovec – Jeřáb – góra Velký Klín – góra Malý Klín – góra Velký Jezerník – góra Malý Děd – rezerwat przyrody Vysoký vodopád – przełęcz Videlské sedlo
 Červenohorské sedlo – góra Velký Klínovec – góra Výrovka – Kamzík – góra Velký Jezerník – przełęcz Sedlo Velký Jezerník – góra Malý Děd – schronisko Švýcárna – góra Pradziad – przełęcz U Barborky – góra Petrovy kameny – Ovčárna – przełęcz Hvězda

### Trasy narciarskie
Blisko przełęczy Červenohorské sedlo znajduje się popularny ośrodek narciarski (cz. Ski reál Červenohorské sedlo). W okresach ośnieżenia, w okolicy hotelu istnieje możliwość korzystania z tras narciarskich zarówno zjazdowych, jak i biegowych.
Na stokach pobliskich gór zlokalizowano następujące trasy narciarstwa zjazdowego:
| Główne trasy narciarstwa zjazdowego z wyciągami ośrodka narciarskiego Červenohorské sedlo |                    |                 |                     |                |                   |                |
| Lp.                                                                                       | Trasa i oznaczenie | Długość trasy m | Różnica wysokości m | Rodzaj wyciągu | Długość wyciągu m | Stok góry      |
| 1                                                                                         | 1                  | 750             | 190                 | orczykowy      | 750               | Velký Klínovec |
| 2                                                                                         | 1a                 | 1250            | 290                 | 4-krzesełkowy  | 1050              | Velký Klínovec |
| 3                                                                                         | 2                  | 900             | 180                 | orczykowy      | 750               | Velký Klínovec |
| 4                                                                                         | 2a                 | 1350            | 290                 | 4-krzesełkowy  | 1050              | Velký Klínovec |
| 5                                                                                         | 3                  | 420             | 90                  | orczykowy      | 450               | Velký Klínovec |
| 6                                                                                         | 3a                 | 190             | 35                  | orczykowe      | 200 i 60          | Velký Klínovec |
| 7                                                                                         | 4                  | 450             | 100                 | orczykowe      | 500 i 180         | Červená hora   |
| 8                                                                                         | 5                  | 440             | 80                  | orczykowy      | 400               | Červená hora   |

Ponadto wzdłuż szlaków turystycznych i rowerowych wytyczono szlaki narciarstwa biegowego, z wyznaczoną m.in. wzdłuż czerwonego szlaku turystycznego , trasą o nazwie tzw. (cz. Jesenická magistrála).